# 海因里希二世 (布倫瑞克)
海因里希二世（拉丁語：或德語：，1411年—1473年12月6日或8日），被稱為“和平者”，布倫瑞克-呂訥堡公爵。

## 生平
海因里希二世是布倫瑞克-呂訥堡公爵「溫和者」亨利的兒子，母親為黑森的瑪格麗特。1416年父親去世後，與異母兄長「勝利者」威廉共同繼承呂訥堡親王國，並由呂訥堡市議會負責監護。1428年，布倫瑞克-呂訥堡公國進行重組，兄弟二人以呂訥堡親王國交換布倫瑞克親王國（包括卡倫貝格親王國）。
海因里希二世成年後，試圖與兄長分治。1432年，海因里希二世佔領沃爾芬比特爾，最終雙方同意分割領地：海因里希二世獲得布倫瑞克，威廉則分得卡倫貝格、埃弗施泰因和洪堡。
亨利於1473年去世，無子嗣，其領地由兄長威廉繼承。

## 家庭
1436年，海因里希二世迎娶克萊沃公爵阿道夫一世之女海倫（1423年－1471年），兩人僅有一女：
- 瑪格麗特（1450年－1509年）：亨訥貝格伯爵夫人，嫁給亨訥貝格伯爵威廉三世[3]。